# Новософиевка (Никопольский район)
Новософиевка (укр. Новософіївка) — село,
Никопольский район,
Днепропетровская область,
Украина. Административный центр Новософиевского сельского совета.
Код КОАТУУ — 1222984501. Население по переписи 2001 года составляло 557 человек.

## Географическое положение
Село Новософиевка находится в балке Большая Журавлёва, на расстоянии в 1 км от сёл Путиловка и Степовое.
По селу протекает пересыхающий ручей с запрудой.

## Экономика
- ООО «Новософиевское»
- ЧП «Таврия»

## Инфраструктура
- Школа
- Храм в честь апостолов Петра и Павла.